# Bassania hilaris
Bassania hilaris är en fjärilsart som beskrevs av Paul Dognin 1913. Bassania hilaris ingår i släktet Bassania och familjen mätare. Inga underarter finns listade i Catalogue of Life.